# Myrbacka

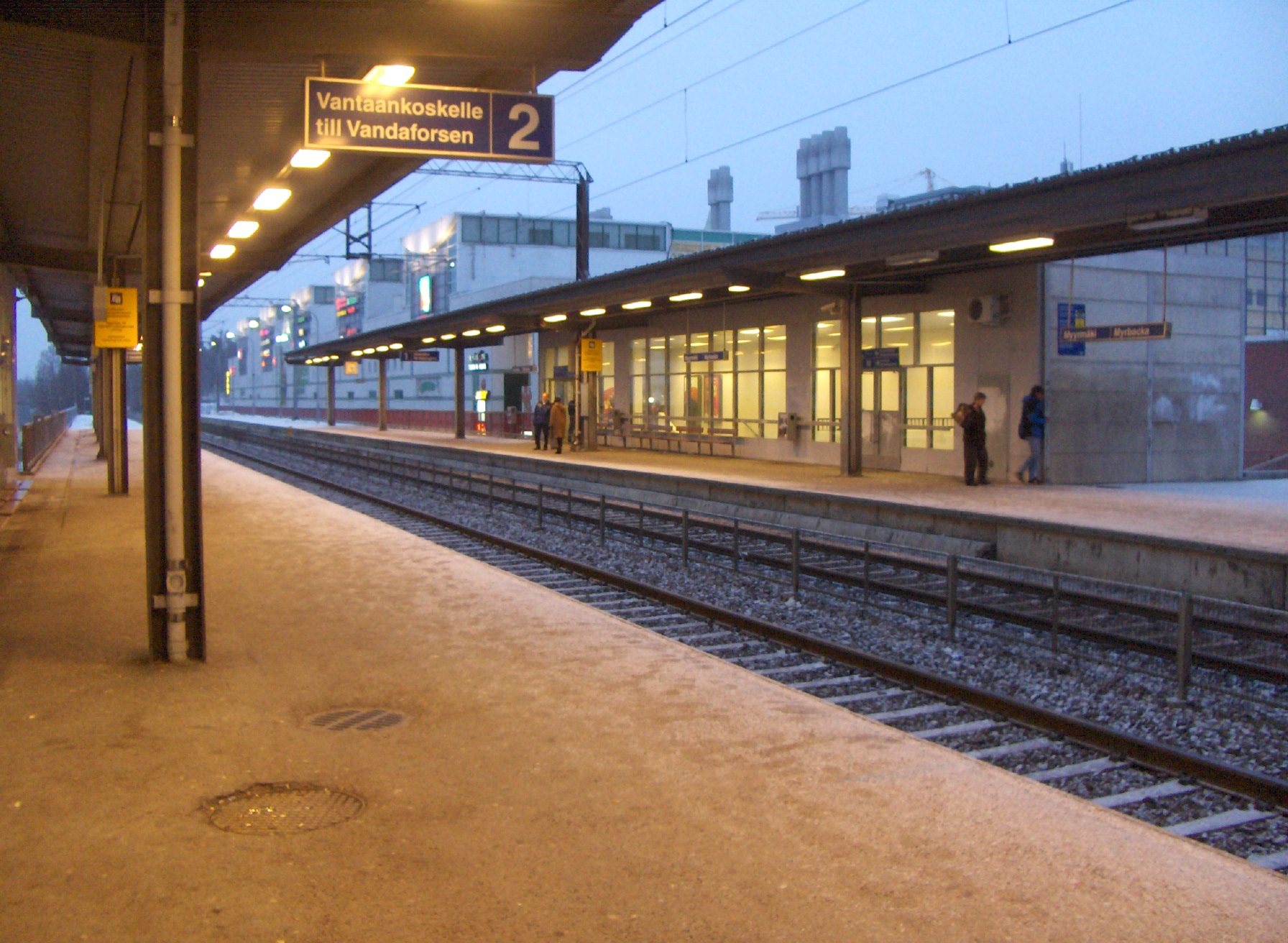
Myrbacka station.

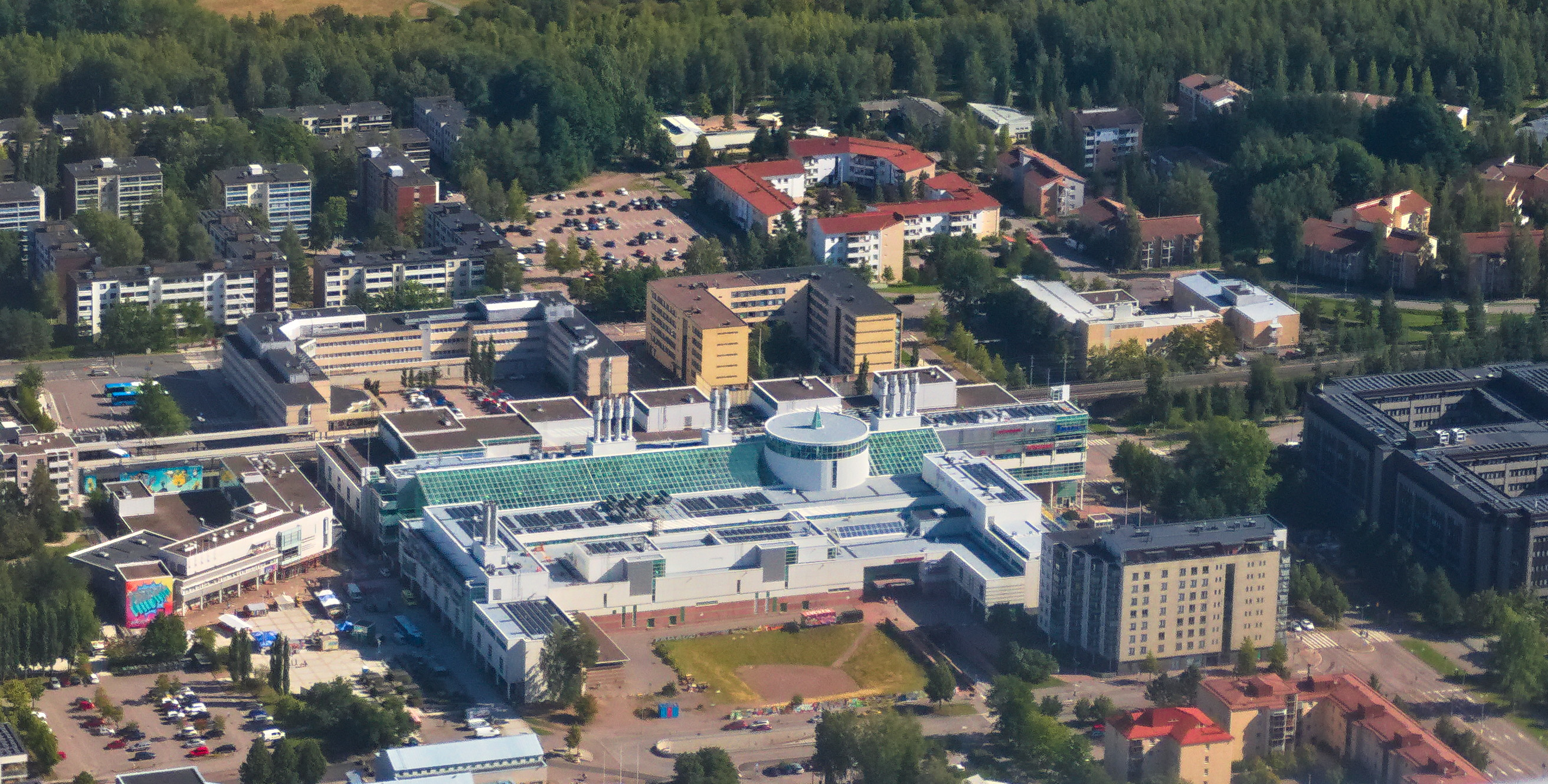
Myyrmanni.

Myrbacka (finska: Myyrmäki) är en stadsdel med järnvägsstation i Vanda stad i landskapet Nyland med 18 400 invånare. 
Myrbacka ligger vid Vandaforsbanan och har två stationer, Myrbacka och Klippsta, som trafikeras av I- och P-tågen. Myrbacka är tätt bebyggt och fungerar jämte Dickursby som ett centrum för Vanda.  
I stadsdelen finns ett stort köpcentrum som heter Myyrmanni, där ett uppmärksammat sprängdåd skedde i oktober 2002. Dådet krävde sju dödsoffer, däribland gärningsmannen, och 80 personer skadades. Där finns också ett bibliotek, Vanda konstmuseum, skolor, hälsocentral, kyrka, simhall och andra idrottsplatser i stadsdelen.

## Myrbacka storområde
Myrbacka fungerar som centrum för sydvästra Vanda. Storområdet (markerat med mörkgrönt på kartan) omfattar stadsdelarna Askis, Tavastby, Tavastberga, Gruvsta, Linnais, Mårtensdal, Myrbacka, Petikko, Vandadalen, Friherrs och Varistorna och har 60 500 invånare. 

## Historia
Konstruktionen av Myrbacka baserades på en idé om Haga–Vanda bandstad. Då Vandaforsbanan byggdes åren 1971–1975 byggdes samtidigt flera täta höghusområden kring de nya stationerna. Byggverksamheten fortsätter ännu i dag[när?] i någon mån.

## Natur och geografi
Myrbacka är byggt på en lätt sluttande backe som lutar från väst till öst. I dalen som backen formar rinner Rutiån. Rutiån är en forntida del av Vanda å. I Myrbacka är Rutiån froding med en rik växtlighet som inkluderar vissa sällsynta arter. Vid åns bankar växer bland annat klibbal, vide och i mindre utsträckning även ask.   
Missne, svärdslilja och fräken är vanliga växter som karakteriserar växtligheten omkring ån. En sällsynt skalbaggsart, jolsterhalvknäpparen lever vid ån.

## Trafik
I Myrbacka finns det två järnvägsstationer: Myrbacka i söder och Klippsta i norr. Stationerna är en del av Vandaforsbanan, som senare utvidgades till Ringbanan. Trafiken vid Vandaforsbanan började 1975, och stationerna i Myrbacka renoverades vid bygget av Ringbanan. De renoverade stationerna öppnades för allmänheten i april 2015. Både I- och P-tågen stannar vid stationerna i Myrbacka. Med Ringbanan kommer man till flygplatsen och till Helsingfors.
Myrbacka järnvägsstation fungerar som en viktig knutpunkt för den lokala busstrafiken i Vanda, Helsingfors och Esbo. Bland de viktigaste linjerna är stamlinjerna 30 och 560. Stamlinje 30 åker via Sockenbacka och Kampen till Eira. Stamlinje 560 åker via Malm och Nordsjö till Rastböle.
Biltrafiken i Myrbacka är starkt beroende av Tavastehusleden, Vichtisvägen och Ring III:an, vilka går genom Myrbacka serviceområde.

## Myrbacka kyrka

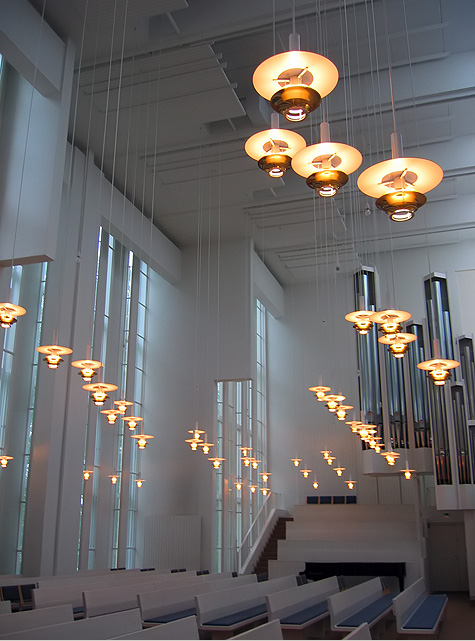
Myrbacka kyrka.

Myrbacka kyrka som ligger nära Klippsta station har planerats av Juha Leiviskä år 1984. Den är arkitektoniskt en av Finlands betydande kyrkor. Väggarna och taket av skivor släpper igenom ljus i strimmor som bildar figurer inne i kyrkan. Lamporna verkar sväva i luften, och med sin guldfärg skiljer de sig ifrån den annars vita interiören. Fasaden är av ljusbruna tegel och har en smal profil på grund av kyrkans inträngda läge.